# ジョーン (小惑星)
ジョーン (2677 Joan) は小惑星帯にある小惑星。マルグリット・ロージェがニース天文台で発見した。
ハーバード・スミソニアン天体物理学センターで秘書をしていたジョーン・ジョーダンに因んで名付けられた。